# Hirohito
Shōwa Tennō
Pour les articles homonymes, voir Hirohito (homonymie).
 (décembre 2022).
Si vous disposez d'ouvrages ou d'articles de référence ou si vous connaissez des sites web de qualité traitant du thème abordé ici, merci de compléter l'article en donnant les références utiles à sa vérifiabilité et en les liant à la section « Notes et références ».
Hirohito ou Hiro-Hito (裕仁), né le 29 avril 1901 à Tokyo et mort le 7 janvier 1989 dans la même ville, est empereur du Japon du 25 décembre 1926 à sa mort. Bien que le nom de « Hirohito » soit usuel en Occident, au Japon on le désigne, depuis sa mort, par son nom de règne posthume, Shōwa Tennō (昭和天皇, « empereur Shōwa »).
Fils de l'empereur Taishō et de l'impératrice Teimei, frère des princes Yasuhito Chichibu, Nobuhito Takamatsu et Takahito Mikasa, il est le 124e empereur selon la tradition shinto. Son règne, le plus long de l'histoire japonaise (62 ans), définit l'ère Shōwa (昭和) d'où il tire son nom posthume.
L'empereur Shōwa est un des personnages majeurs de la Seconde Guerre mondiale ; il est, avec Adolf Hitler et Benito Mussolini, l'un des trois grands dirigeants de l'Axe. La question de sa responsabilité personnelle dans les activités militaires et les crimes de guerre du Japon en Asie avant puis durant la Seconde Guerre mondiale a eu une grande importance politique et fait l'objet de nombreux travaux historiques. Sa pleine responsabilité est démontrée concernant les crimes de guerres commis en Asie durant la Seconde Guerre mondiale. Les Américains, alors qu'ils occupent provisoirement le Japon au sortir de la guerre, décident malgré tout de le maintenir à la tête d'un empire au sein duquel il n'a plus qu'un rôle symbolique. Il restera ainsi empereur près de quarante-cinq ans après la fin du conflit, sans jamais être inquiété.

## Jeunesse et formation

### Naissance et origines

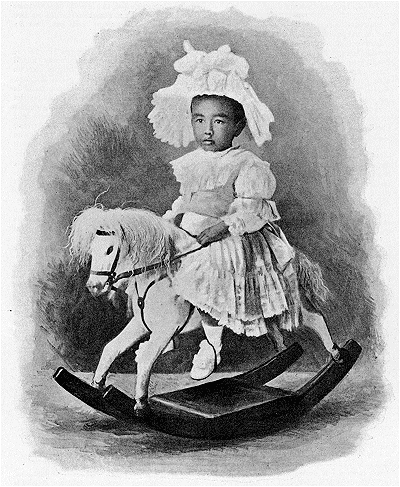
Hirohito à quatre ans.

Le prince Hirohito naît le 29 avril 1901 dans le palais Aoyama à Tokyo. Il est le premier fils du prince héritier Yoshihito (le futur empereur Taishō) et de la princesse Sadako. Il sera le premier empereur depuis une centaine d'années dont la mère biologique est l'épouse officielle de son prédécesseur.
Son prénom (名前, namae), Hirohito, est composé des kanji 裕仁 signifiant « richesse, abondance, fertilité » et « vertu », le deuxième caractère hito entrant dans la composition du nom de pratiquement tous les enfants mâles de la famille impériale japonaise depuis le XIe siècle. Hirohito porte dans sa jeunesse le titre honorifique (御称号, goshōgō) de prince Michi (迪宮, Michi-no-miya).

### Enfance et éducation
Comme le veut la tradition, il est séparé de ses parents et confié, avec son frère cadet Yasuhito (futur prince Chichibu) à la garde d'un amiral à la retraite, le comte Kawamura Sumiyoshi, et de son épouse. Il suit également une éducation au sein d'une institution spéciale pour les enfants de la famille impériale située dans le palais détaché d'Akasaka jusqu'en 1908, puis à l'école pour garçons de la compagnie scolaire Gakushūin (établissements éducatifs destinés aux enfants du kazoku) de 1908 à 1914 (il y a pour maître l'ancien général Maresuke Nogi, figure de la guerre russo-japonaise, désormais principal de Gakushūin et admirateur des règles du bushido) et finit sa formation auprès d'une institution spéciale créée au sein de la Maison du prince héritier, le Centre de supervision de l'éducation de la Maison du prince héritier (東宮御学問所, Tōgū-gogakumonsho).
Il y reçoit une formation militaire de l'amiral et marquis Heihachirō Tōgō (qui fut le commandant de la marine impériale durant la guerre russo-japonaise), morale, philosophique et religieuse (telles la morale confucéenne, la théologie shintoïste et l'histoire de la famille impériale, ainsi qu'une introduction aux théories de Herbert Spencer sur la sélection naturelle et le darwinisme social, et plus largement aux sciences et à la langue française) de Shigetake Sugiura et historique du sinologue Kurakichi Shiratori, tous de fervents nationalistes mais aussi des défenseurs d'une monarchie certes divine mais constitutionnelle et parlementaire, sur le modèle du règne de l'empereur Meiji (surtout Sugiura) [réf. souhaitée].

## Prince héritier

### Mort de l'empereur Meiji

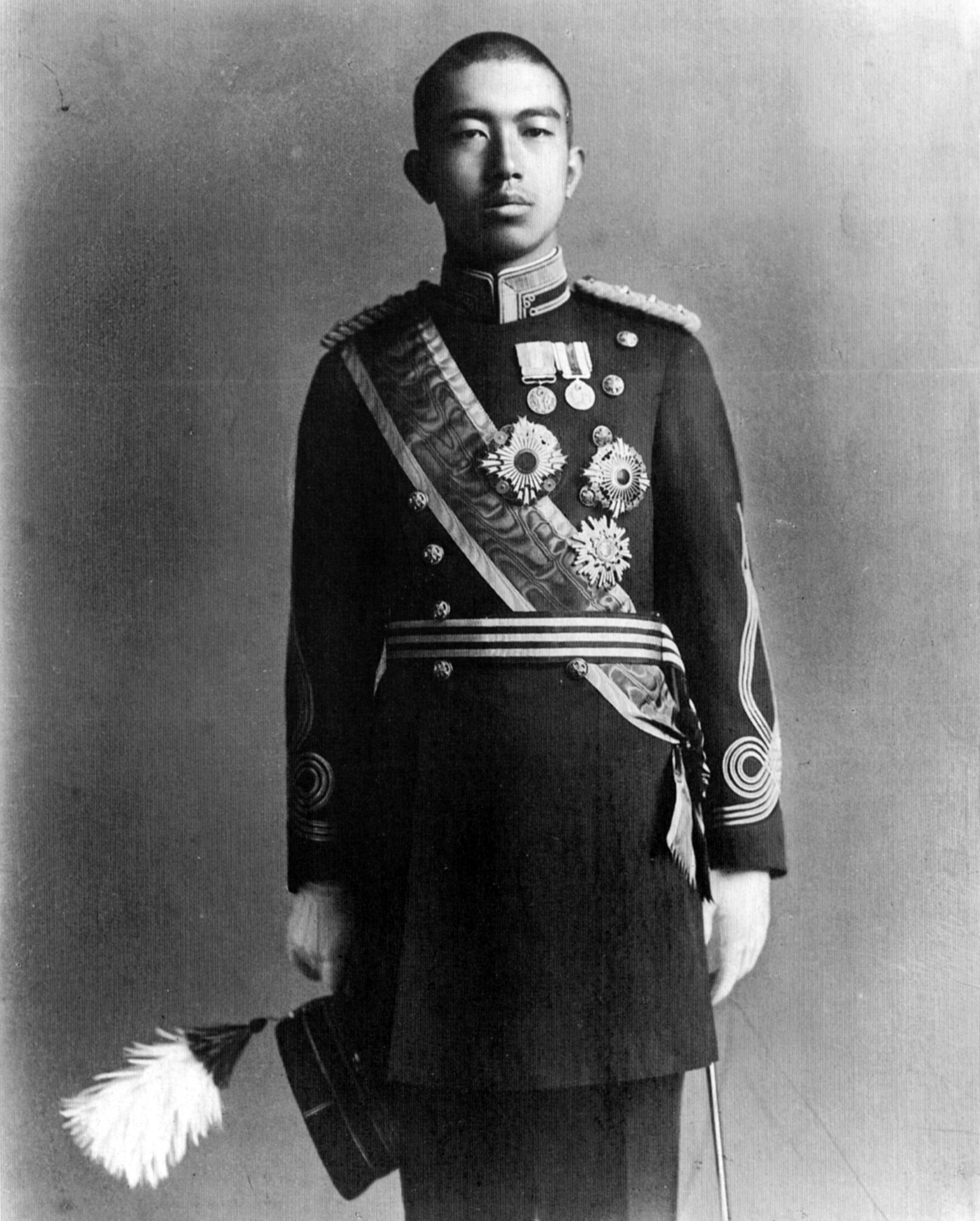
Le prince héritier Hirohito en 1919.

La mort de l'empereur Meiji le 30 juillet 1912 fait de lui l'héritier de la couronne. Il est formellement investi du titre de prince héritier le 2 novembre 1916.

### Premiers voyages
En 1921, il entreprend un voyage d'une durée de six mois en Europe, le premier de la part d'un prince de l'empire nippon, visitant notamment le Royaume-Uni, la France, l'Italie, les États pontificaux, les Pays-Bas et la Belgique.

### Régent du Japon
À son retour, Hirohito devient régent du Japon le 29 novembre 1921 à la suite des problèmes de santé de son père, atteint d'une maladie cérébrale, séquelle d'une méningite contractée enfant. Il se familiarise alors avec sa future fonction en remplissant les obligations quotidiennes de son père : lecture d'ouverture de la session annuelle de la Diète impériale, signature des actes, décrets et lois, célébration des rituels shinto.
Il reçoit des hôtes officiels étrangers, comme le maréchal Joffre et le prince de Galles Édouard (futur Édouard VIII) en 1922. Le docteur en droit, sociologue et juriste Jean Ray devient son précepteur en 1922. Son initiation politique est alors prise en main par l'ancien Premier ministre Kinmochi Saionji, dernier genrō vivant (titre honorifique donné à certains hommes d'État de l'ère Meiji et qui ont pour mission de conseiller directement l'empereur, notamment pour la nomination des chefs de gouvernement), à partir de 1924 et libéral, admirateur des systèmes politiques britanniques et américain. Le 27 décembre 1923, le prince régent échappe à une tentative d'assasinat,.
La régence de Hirohito correspond alors à la première expérience de démocratie parlementaire connue par le Japon, avec quatre Premiers ministres civils sur six durant cette période (Korekiyo Takahashi de 1921 à 1922, Kiyoura Keigo en 1924, Takaaki Katō de 1924 à 1926 et Reijirō Wakatsuki de 1926 à 1927) et plusieurs réformes libérales dont surtout la réforme de 1925 de la Chambre des pairs qui ouvre celle-ci à certains roturiers et réduit son poids politique au profit de la Chambre des représentants, ou l'instauration du suffrage universel masculin par la loi du 29 mars 1925.

### Mariage

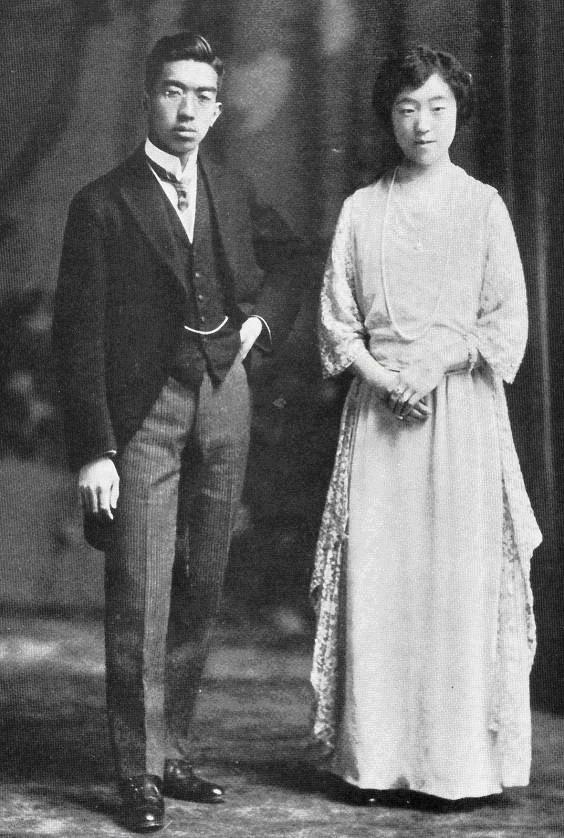
Le régent Hirohito et sa nouvelle épouse Nagako, en 1924.

Le 26 janvier 1924, il épouse la princesse Kuni Nagako (titrée depuis sa mort impératrice Kōjun), issue d'une branche mineure (王家, Ōke) de la famille impériale, avec qui il s'était fiancé le 19 juin 1921, et malgré la forte opposition des chambellans et fonctionnaires de la cour. En effet, la jeune femme est la première épouse d'un héritier (et futur empereur) à ne pas être issue de l'une des cinq branches de sekke (classe supérieure de l'aristocratie de cour japonaise) du clan Fujiwara (Ichijō, Kujō, Nijō, Konoe et Takatsukasa) depuis le début du VIIIe siècle.

## Empereur du Japon

### Avènement et couronnement

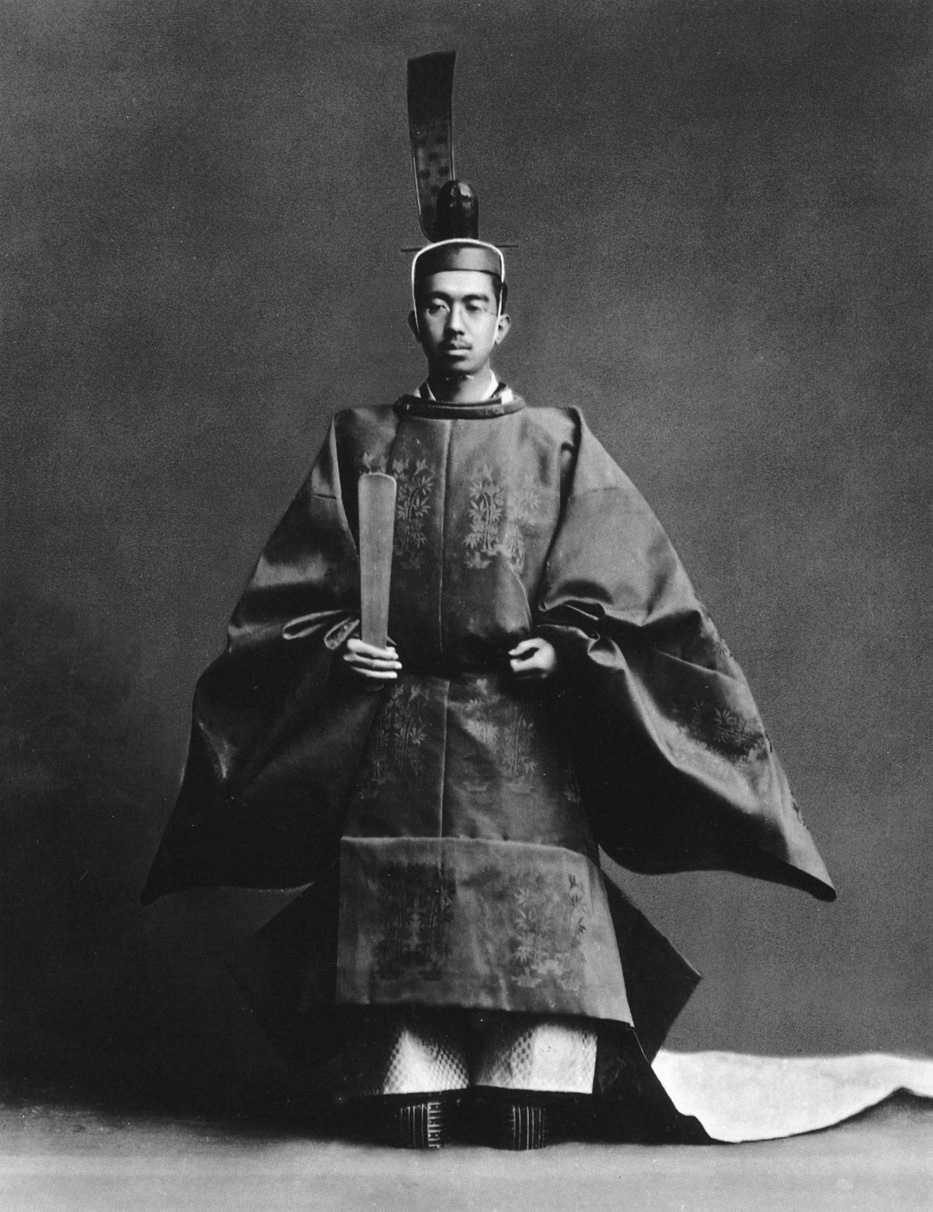
L'empereur Shōwa lors de son couronnement en 1928.

À la mort de l'empereur Taishō, le 25 décembre 1926, Hirohito lui succède sur le trône du chrysanthème, et une nouvelle ère est immédiatement proclamée : Shōwa (la Paix rayonnante). Selon l'usage japonais, l'empereur ne porte pas de nom durant son règne et est désigné usuellement par le terme Kinjō Tennō, soit « l'empereur actuel ». Le nom sous lequel il sera désigné après sa mort est cependant connu dès le début de son règne, puisque c'est le nom même de l'ère coïncidant avec son règne : Shōwa Tennō (昭和天皇) c'est-à-dire Empereur Shōwa.
Hors du Japon, les livres et les journaux continuent pour la plupart de désigner l'empereur par son nom personnel « Hirohito » — même après sa mort —, quand bien même tous les précédents empereurs du Japon sont communément dénommés par les mêmes sources sous leur nom de règne posthume. Cette pratique peut être d'ailleurs considérée au Japon comme un manque de respect envers le défunt empereur. Le nouvel empereur est intronisé le 10 novembre 1928 à Kyoto.

### Gouvernement militaire et invasion de la Chine
Les années 1920 et 1930 sont marquées par des violences continuelles entre les deux principales factions nationalistes au sein de l'armée impériale, la Kōdōha (radicale, favorable à l'expansion en Asie et à un gouvernement totalitaire et militariste) et la Tōseiha (plus modérée), et, dans un premier temps, à la mise en place d'une forme de démocratie parlementaire fondée sur un bipartisme entre le Rikken Minseitō (parti démocrate constitutionnel, libéral modéré) et le Rikken Seiyūkai (Fraternité du gouvernement constitutionnel, libéral conservateur). L'assassinat du Premier ministre Tsuyoshi Inukai en 1932 fut un évènement majeur, qui entraîna la fin du contrôle de l'armée du Guandong par le conseil des ministres. Après que six Premiers ministres civils se soient succédé entre 1924 et 1932, l'empereur nomma à nouveau un militaire à la tête du Cabinet du Japon.

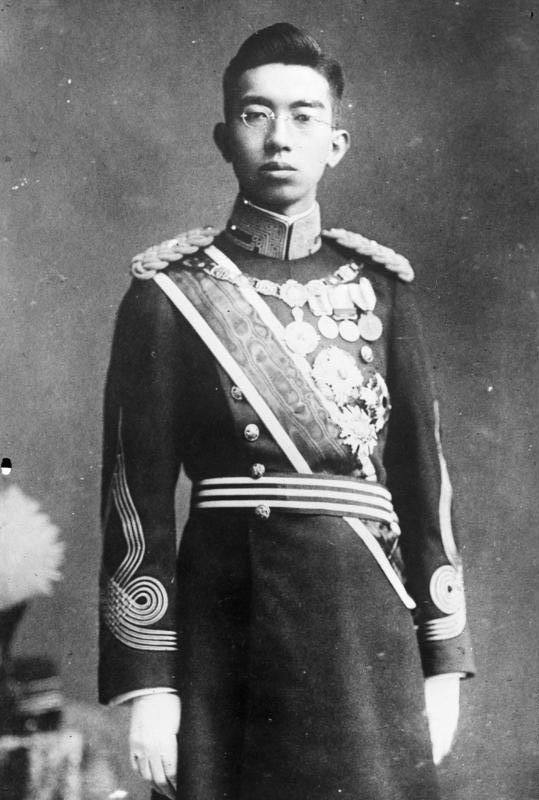
L'empereur Shōwa en 1932.

Auparavant, une suite d'incidents orchestrés par des officiers de l'armée du Guandong avaient débouché sur l'invasion de la Mandchourie en 1931. Le gouvernement et l'empereur se montrent d'abord irrités par l'insubordination des troupes, mais avalisent finalement l'occupation en raison des gains territoriaux réalisés.
En 1936, lors de l'incident du 26 février, de jeunes officiers de la Kōdōha organisent une tentative de coup d'État. Cette insurrection répondait à la perte d'influence de la faction militaire à la Diète à la suite des élections. La tentative se conclut par l'assassinat de plusieurs officiers supérieurs et membres du gouvernement et avorte quand l'empereur s'oppose résolument aux insurgés en menaçant de prendre lui-même la tête de la garde impériale.
En 1936, l'empereur autorise par décret impérial l'expansion de l'unité de recherche bactériologique de Shiro Ishii et son incorporation au sein de l'armée du Guandong. Cette « unité 731 » procédera à des expérimentations et à des vivisections sur plusieurs milliers de prisonniers chinois, coréens et russes, y compris des femmes et des enfants.
L'invasion du reste de la Chine à partir de 1937 donne lieu à d'innombrables atrocités contre les populations civiles. Elles sont notamment rendues possibles par la décision prise par l'empereur en août 1937 d'approuver une directive proposant la suspension de l'application des conventions internationales sur les droits des prisonniers de guerre. Parmi ces atrocités, les plus connues sont le massacre de Nankin et la Politique des Trois Tout (三光作戦, Sankō Sakusen, « tue tout, brûle tout, pille tout »), une stratégie de la terre brûlée qui entraîne, à compter de mai 1942, la mort de 2,7 millions de Chinois des régions du Hebei et du Shandong.
Les archives militaires et le journal du général Sugiyama, commentés par plusieurs historiens japonais comme Yoshiaki Yoshimi et Seiya Matsuno, de même que Herbert P. Bix, indiquent de plus que l'empereur Shōwa s'est réservé le contrôle des armes chimiques dont il autorise l'utilisation à maintes reprises contre des civils, notamment en Chine. Ces autorisations sont données par le biais de directives impériales spécifiques (rinsanmei) transmises aux généraux par l'entremise du chef d'état-major de l'armée, le prince Kotohito Kan'in, puis le général Hajime Sugiyama (à compter de 1940). De septembre à octobre 1938, l'empereur autorise ainsi l'emploi de gaz toxiques à 375 occasions lors de la bataille de Wuhan. En mars 1939, le général Yasuji Okamura est, quant à lui, autorisé à employer 15 000 bonbonnes de gaz toxique au Shandong.

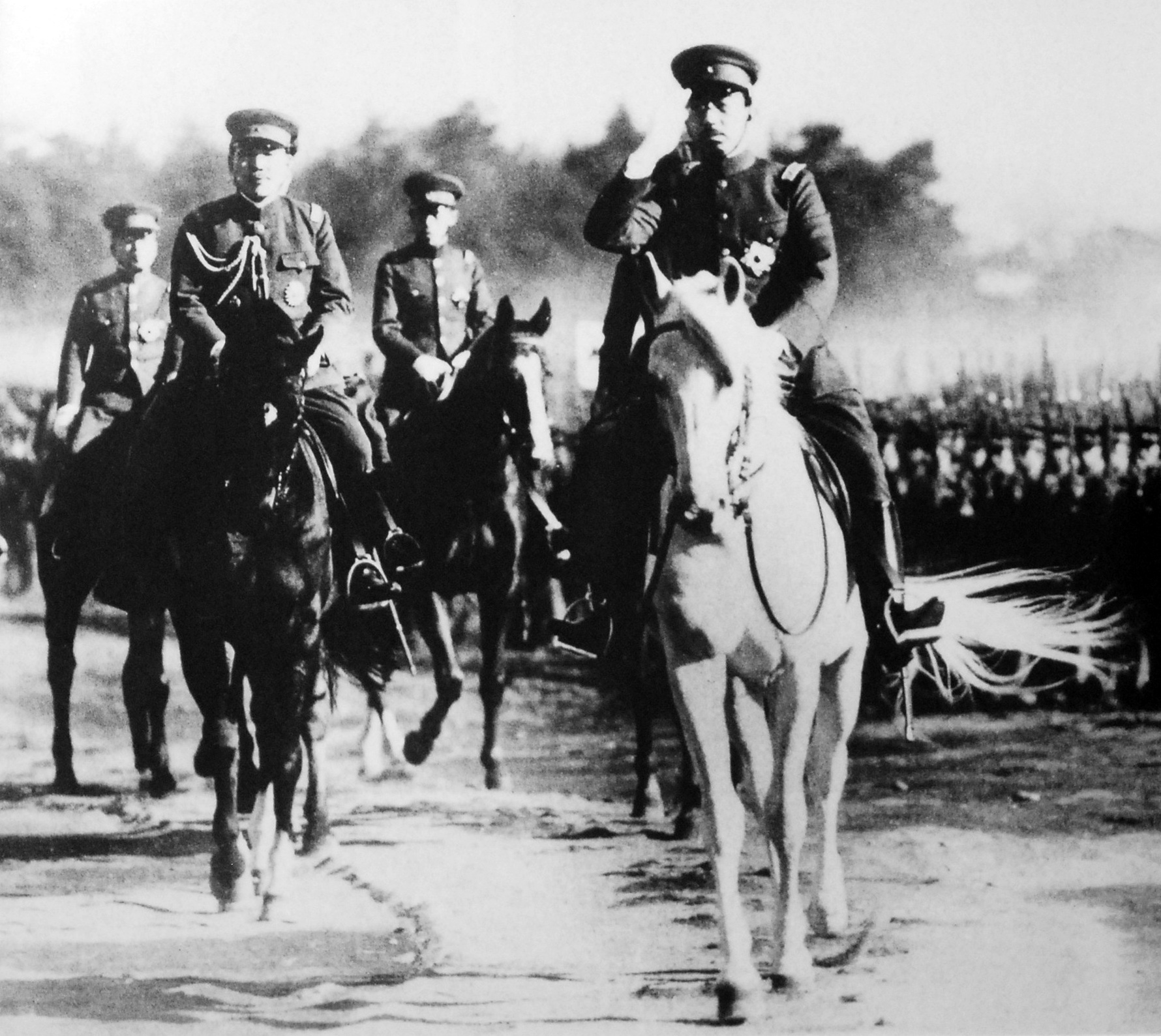
L'empereur Hirohito chevauchant Shirayuki lors d'une inspection militaire en août 1938.

Au printemps 1939, l'incident de Nomonhan débouche sur une attaque de l'Union soviétique. Cette tentative d'invasion se solde par un cuisant échec des forces impériales et oblige l'empereur à conclure un pacte de non-agression qui porte le Japon à se diriger définitivement vers le sud, puis vers les États-Unis.

### Seconde Guerre mondiale et guerre du Pacifique
De 1938 à 1940, l'empereur se rallie à la position de l'état-major de la marine et résiste à la tentation d'ouvrir un nouveau front comme l'aurait souhaité l'état-major de l'armée. En 1940, après les succès remportés par la Wehrmacht en Europe, il se laisse finalement convaincre par les partisans, dont faisait partie son frère Yasuhito Chichibu, d'une alliance militaire avec l'Allemagne nazie.
À l'automne 1941, alors que le Japon doit faire face aux conséquences de l'embargo sur les produits pétroliers que lui ont finalement imposé les États-Unis pour son refus de se retirer de la Chine, l'empereur demande la tenue d'une série de conférences impériales pour discuter de la possibilité de déclarer la guerre à d'autres pays que la Chine.
Le 4 septembre 1941, le cabinet japonais se réunit pour discuter les plans de guerre préparés par le quartier général impérial et arrête ce qui suit :

« Notre Empire, pour assurer sa propre défense et pour se préserver, se préparera à la guerre… [et est]… résolu à entrer en guerre avec les États-Unis, le Royaume-Uni et les Pays-Bas si nécessaire. Parallèlement, notre Empire entreprendra toutes les initiatives diplomatiques possibles vis-à-vis des États-Unis et de la Grande-Bretagne, et s'efforcera ainsi d'atteindre ses objectifs… Dans l'éventualité où ces négociations diplomatiques ne laisseraient pas d'espoir de voir nos exigences remplies avant les dix premiers jours d'octobre, nous déciderons le déclenchement immédiat des hostilités contre les États-Unis, la Grande-Bretagne et les Pays-Bas. »

Les « objectifs » à atteindre sont clairement explicités : les mains libres pour poursuivre la conquête de la Chine et du sud-est asiatique, pas d'accroissement des forces militaires américaines ou britanniques, et la coopération de l'Occident en ce qui concerne « l'acquisition des produits dont notre Empire a besoin ».
Le 5 septembre, le Premier ministre Fumimaro Konoe soumet de façon informelle ce projet de résolution à l'empereur, à la veille de la conférence impériale qui devait l'entériner. Ce dernier convoque alors les chefs d'état-major de l'armée et de la marine à une rencontre privée, au cours de laquelle il leur fait part de son incertitude quant à la pertinence d'ouvrir un nouveau front contre l'Occident. Apostrophant le général Sugiyama, il rappelle notamment que son état-major lui a promis que la guerre avec la Chine serait terminée en trois mois. L'amiral Osami Nagano, chef d'état-major de la marine, ancien ministre de la marine et officier très expérimenté, rapportera plus tard à un collègue de confiance[Qui ?] : « Je n'ai jamais vu l'empereur nous réprimander ainsi, son visage s'était empourpré et il élevait la voix ».

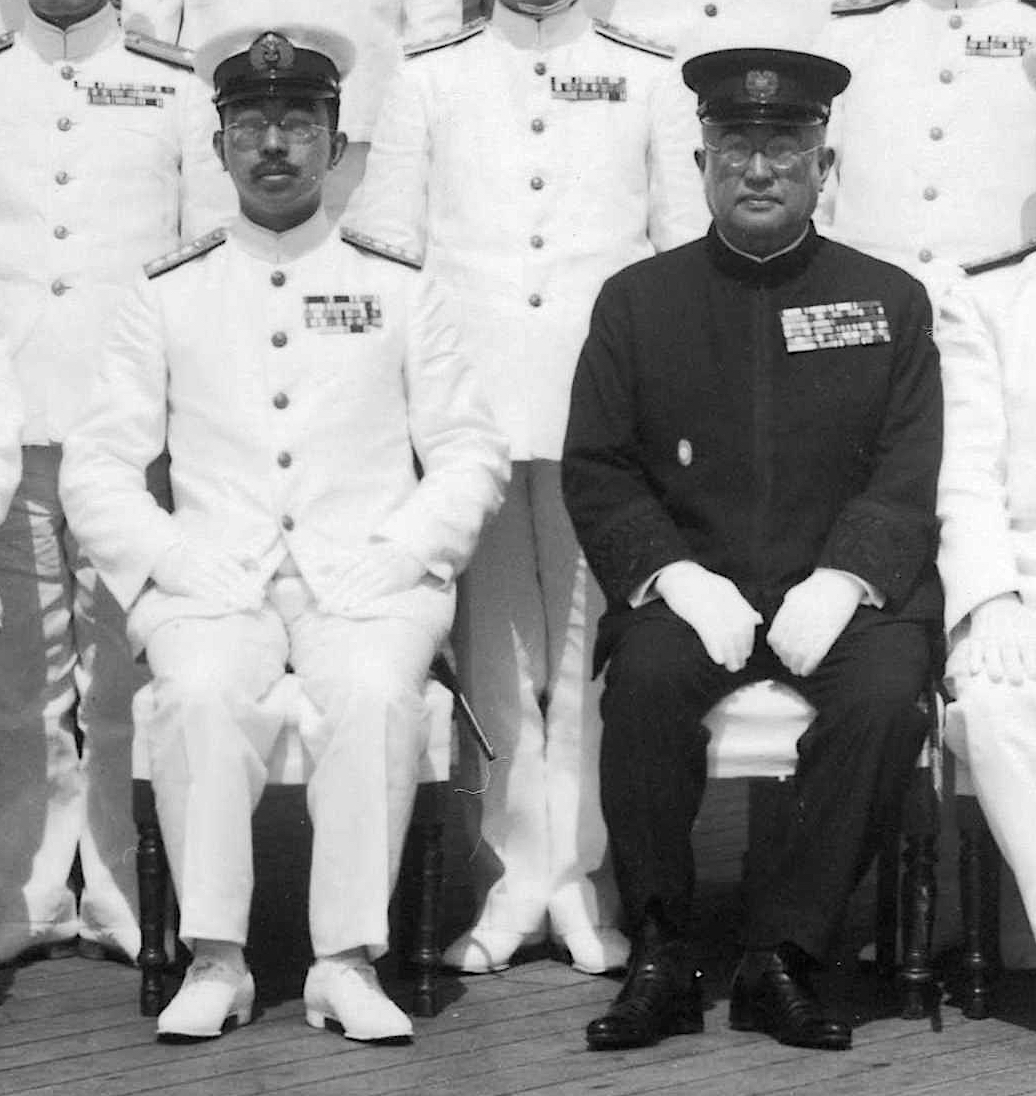
L'empereur Hirohito et le directeur de l'agence impériale Tsuneo Matsudaira à bord du cuirassé Musashi en 1943.

Lors de la conférence impériale du lendemain, les intervenants se montrent plutôt divisés, la marine jugeant une guerre à grande échelle prématurée alors que l'armée de terre est en sa faveur. Les chefs d'état-major font, quant à eux, front commun pour la guerre. Le baron Yoshimichi Hara, président du Conseil impérial et représentant de l'empereur, les interroge alors avec soin, obtenant des uns la réponse que la guerre doit être considérée comme le dernier recours, et des autres le silence.
C'est à ce moment que le monarque surprend l'assemblée en s'adressant à elle en personne. L'empereur souligne l'importance de poursuivre les négociations internationales, puis récite un poème écrit par son grand-père l'empereur Meiji.
Quelques semaines plus tard, Konoe, opposé à la guerre contre l'Occident, remet sa démission à l'empereur. Pour le remplacer, le choix unanime de l'état-major se porte sur le prince Naruhiko Higashikuni, oncle de l'empereur. Ce dernier rejette ce choix en indiquant que la famille impériale ne devait pas être exposée à prendre le blâme en cas de conflit armé. Il porte plutôt son choix sur le général Hideki Tōjō, ministre de l'Armée et partisan d'une politique dure mais réputé pour son dévouement à l'institution impériale.
Après avoir demandé à Tōjō de réévaluer la pertinence d'ouvrir un nouveau front, Shōwa se range à l'avis des bellicistes lors d'une réunion tenue le 2 novembre au cours de laquelle Tōjō, Sugiyama et Nagano lui font valoir que la révision de la politique nationale a mené à la même conclusion. Le lendemain et dans les semaines qui suivent, l'empereur analyse en détail avec son état-major le plan d'attaque contre les « États-Unis, la Grande-Bretagne et la Hollande » dont la mise en œuvre est arrêtée en conférence impériale le 1er décembre.
Le 8 décembre 1941, le 7 décembre à Hawaii, une attaque combinée des forces japonaises frappe la flotte américaine stationnée à Pearl Harbor et déclenche l'invasion du sud-est asiatique, ce qui marque le début de la guerre du Pacifique.
Une fois la nation totalement engagée dans la guerre, l'empereur s'intéresse de près aux progrès des opérations militaires et cherche à soutenir le moral de ses troupes. La première phase de la guerre n'apporte que de bonnes nouvelles aux Japonais. À partir du reflux (vers fin 1942-début 1943) et jusqu'à l'époque de la reddition, il continue à recevoir des militaires une description précise de la situation.
Parallèlement, la propagande présente au public les batailles à l'issue indécise ou perdues comme de grandes victoires. La réalité, bien moins reluisante, n'apparaît que graduellement aux habitants de l'archipel. Les raids aériens lancés à partir de 1944 par les États-Unis révèlent enfin l'aspect fantasmagorique de ces victoires. Plus tard dans la même année, le gouvernement de Hideki Tōjō doit remettre sa démission. Deux Premiers ministres se succèdent pour poursuivre l'effort de guerre, Kuniaki Koiso et Kantaro Suzuki, toujours avec l'assentiment de l'empereur. Aucun des deux ne peut conjurer l'approche de la défaite.
À la suite du bombardement de Hiroshima, de celui de Nagasaki et en réaction directe à l'invasion du Mandchoukouo par l'Union soviétique, l'empereur demande la tenue d'une conférence impériale dans la nuit du 9 au 10 août 1945 au cours de laquelle il annonce son intention d'accepter les termes de l'ultimatum de Potsdam à la condition que la déclaration de reddition « ne porte pas atteinte aux prérogatives de Sa Majesté à titre de Souverain ».
Le 12 août, l'empereur informe la famille impériale de sa décision et, le 14 août, il s'adresse pour la première fois directement à ses sujets au cours d'un discours radiodiffusé dans lequel il reconnaît la capitulation du Japon (allocution connue sous le nom de Gyokuon-hōsō). Il nomme finalement son oncle le prince Naruhiko Higashikuni au poste de Premier ministre pour gérer la capitulation du Japon.

### Règne dans l'après-guerre

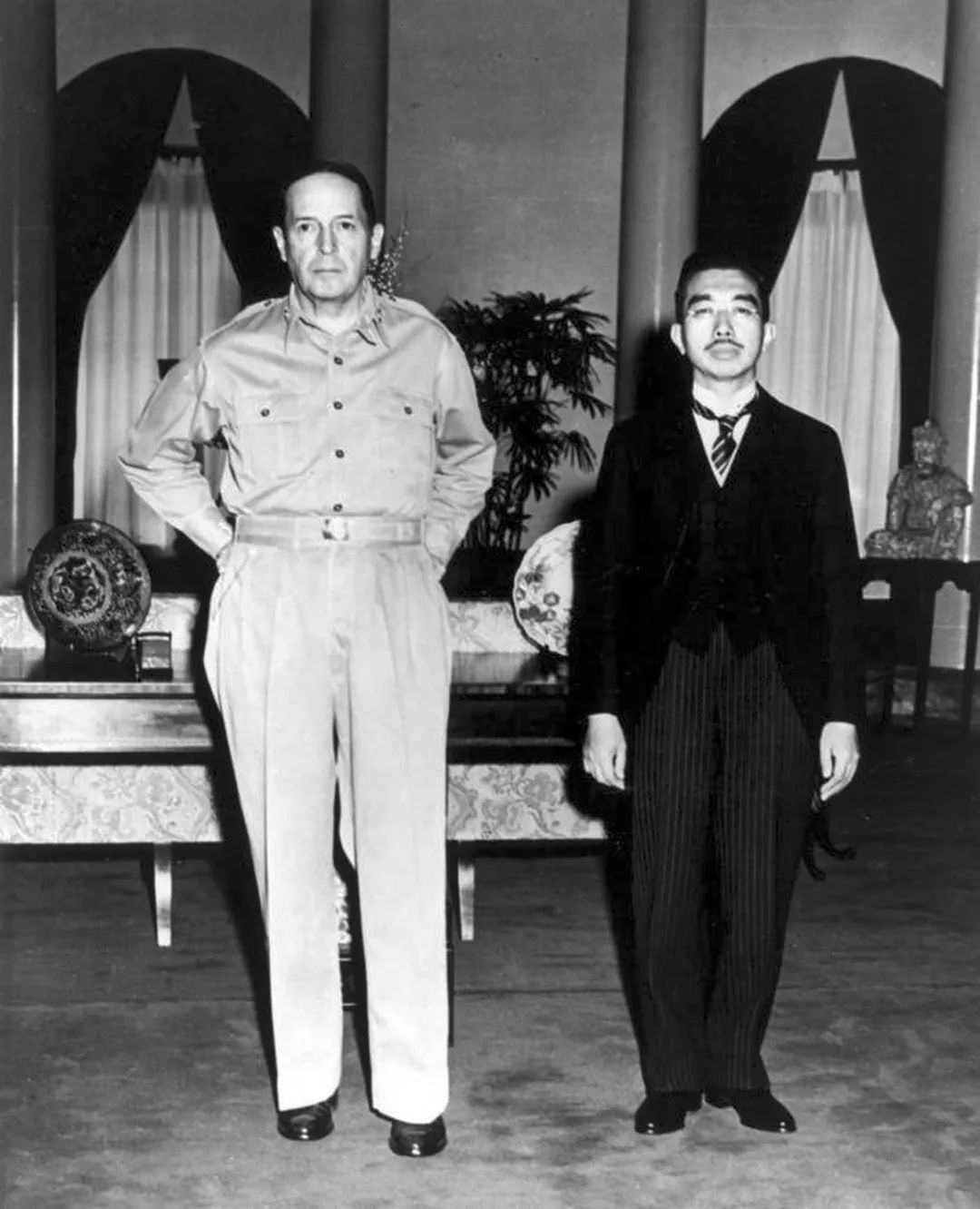
En 1945, avec Douglas MacArthur, lors de la première rencontre entre les deux dirigeants.

À titre de commandant suprême des forces alliées, Douglas MacArthur rencontre l'empereur Hirohito le 27 septembre 1945. Au cours de l'entretien, il lui fait comprendre que les alliés pourraient se montrer « compréhensifs » si l'entourage impérial faisait preuve d'une pleine et entière collaboration. Par cette collaboration, l'empereur et les membres de la famille impériale seront exonérés de toute poursuite criminelle devant le Tribunal de Tokyo.
Plusieurs historiens critiquent ces efforts pour exonérer l'empereur et tous les membres de la famille impériale impliqués dans la conduite de la guerre. Selon John W. Dower, « Cette campagne menée à bien pour absoudre l'Empereur de sa responsabilité à l'égard de la guerre ne connut aucune limite. Hirohito ne fut pas seulement présenté comme étant innocent de toute action formelle qui aurait pu le rendre susceptible d'une inculpation comme criminel de guerre. Il fut transformé en une icône sainte ne portant même aucune responsabilité morale à l'égard de la guerre. »
Selon Herbert P. Bix, « les mesures réellement extraordinaires entreprises par MacArthur pour sauver Hirohito d'un jugement comme criminel de guerre eurent un effet persistant et profondément distordant dans la compréhension des Japonais à l'égard de la guerre perdue » et « plusieurs mois avant que ne débutent les travaux du Tribunal, les plus hauts subordonnés de Mac Arthur travaillaient à attribuer la responsabilité ultime de l'attaque de Pearl Harbor à Hideki Tojo. » Ainsi, « immédiatement à son arrivée au Japon, (le brigadier-général) Bonner Fellers se mit au travail pour protéger Hirohito du rôle qu'il avait joué pendant et à la fin de la guerre » et « permit aux principaux criminels de guerre de coordonner leur version des faits afin que l'Empereur échappe à une inculpation. »

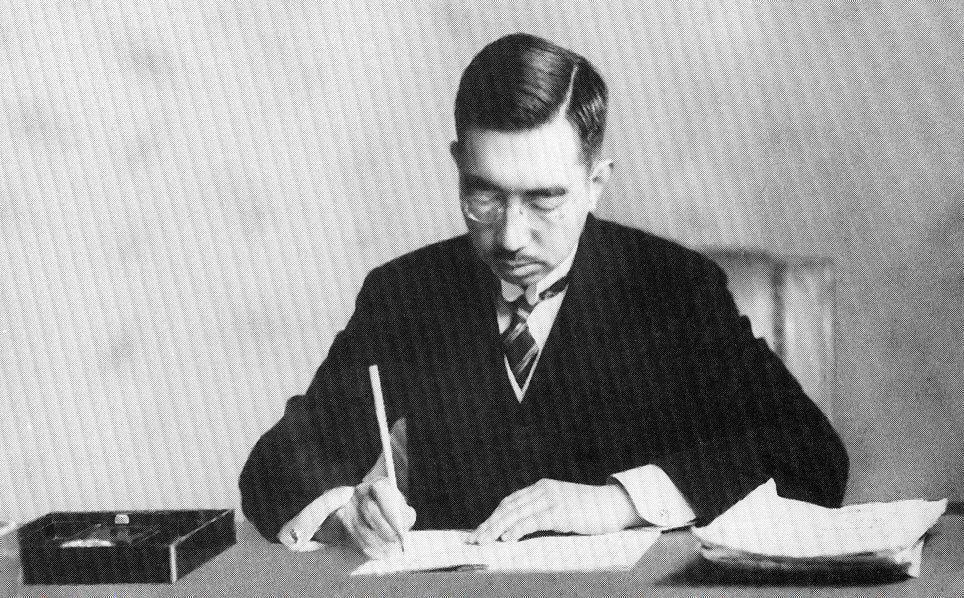
L'empereur signe la constitution de 1947.

Le 1er janvier 1946, dans le discours radiodiffusé « Ningen-sengen », l'empereur renonce à sa nature de « divinité à forme humaine » (arahitogami). Une nouvelle constitution est mise en place le 3 mai 1947, qui prive l'empereur de tout pouvoir politique, et même du titre de Chef de l'État, remplacé par celui de Symbole de l'État.

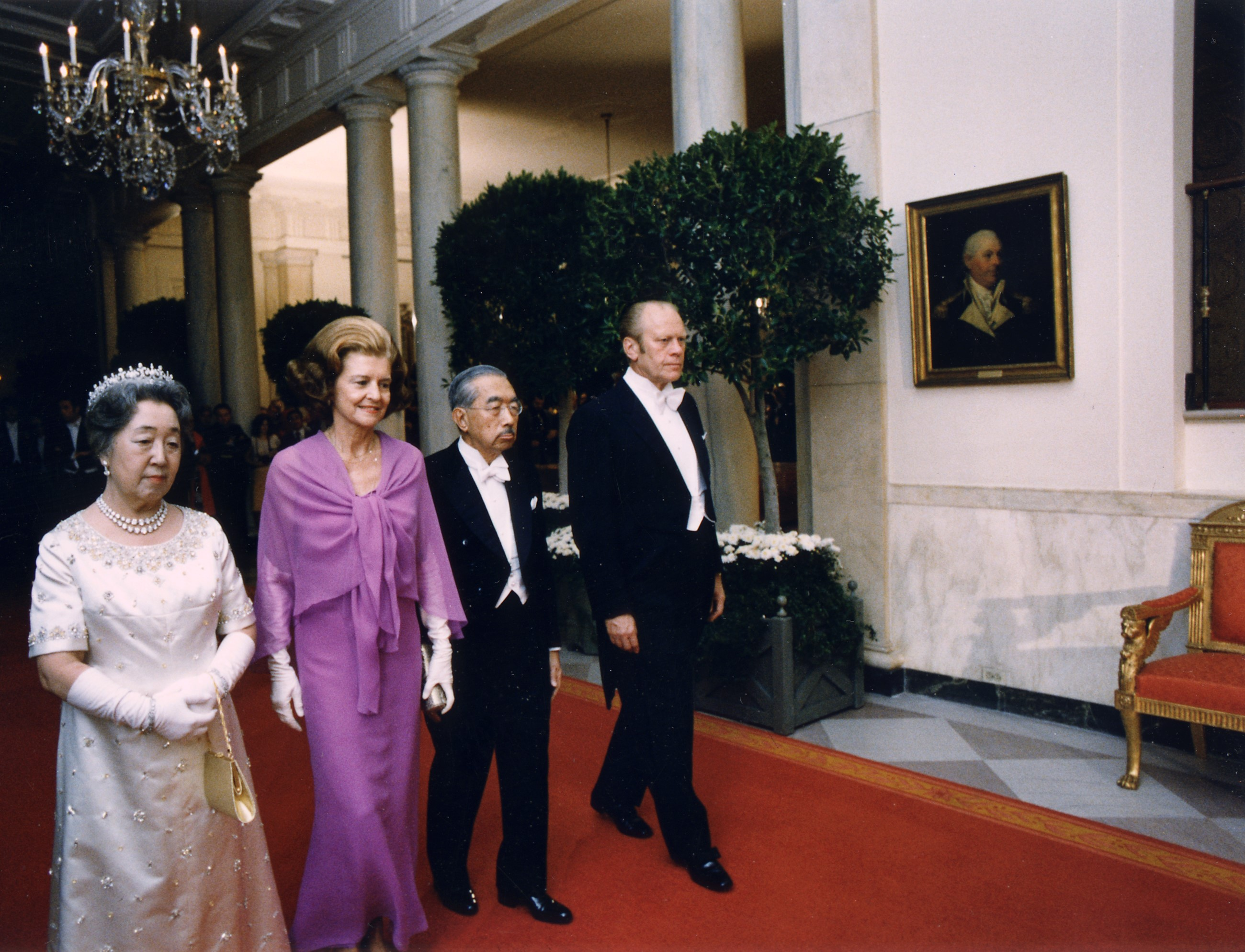
L'empereur Hirohito et l'impératrice Kōjun reçus à la Maison-Blanche par le couple présidentiel américain Gerald et Betty Ford en 1975.

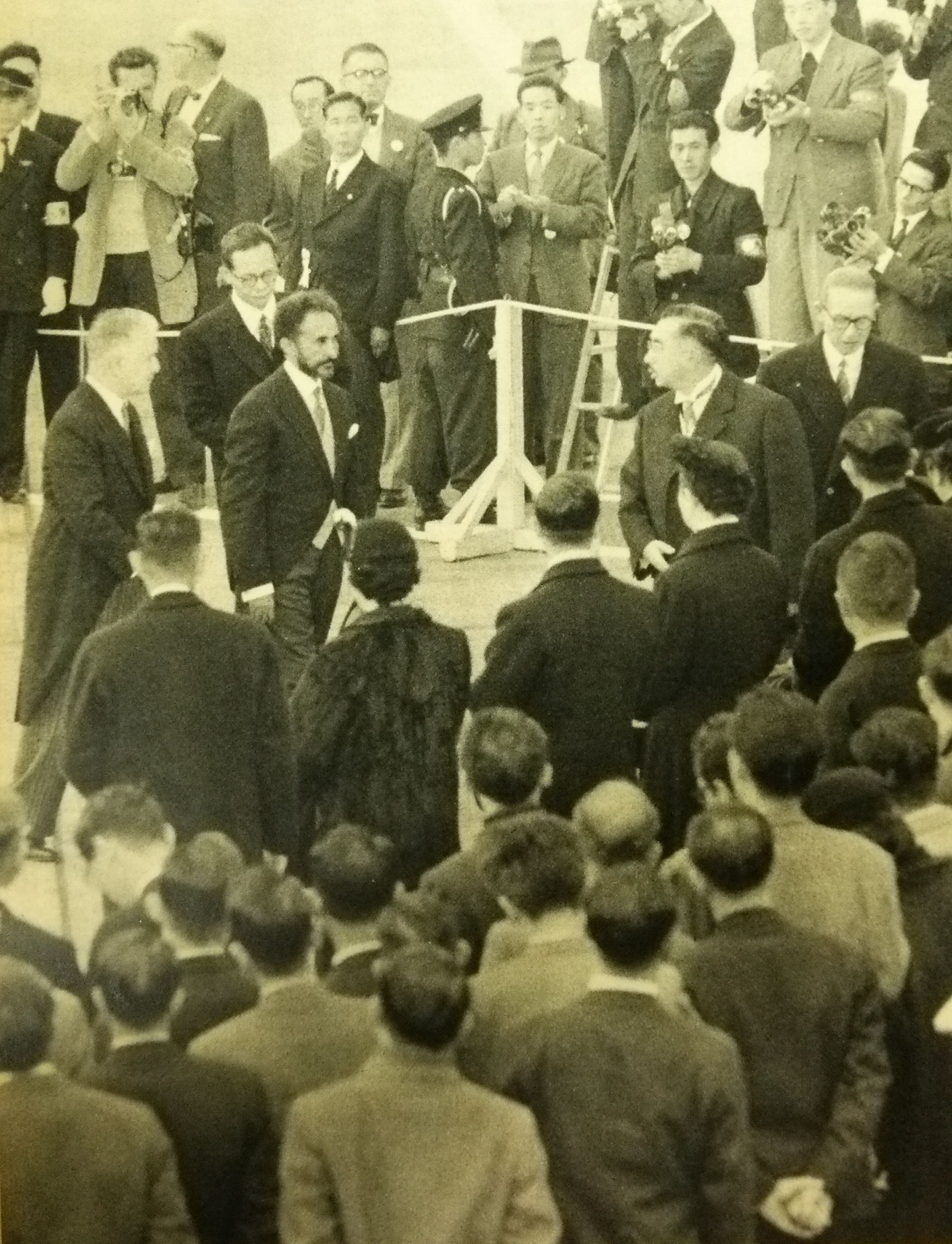
Hirohito et Haïlé Sélassié.

Jusqu'en 1951, MacArthur peut être considéré comme le dirigeant effectif du Japon. À la cessation de l'occupation américaine, l'empereur, privé de son rôle de commandant en chef des armées et de tout pouvoir politique au profit du gouvernement par la constitution du 3 mai 1947, devient un personnage symbolique, conforme au rôle que lui attribue la légende pendant la guerre. Il est également le premier empereur japonais régnant à se rendre à l'étranger en visite officielle, lors d'un tour d'Europe de septembre à octobre 1971 et aux États-Unis en 1975. Il effectue également durant la seconde partie de son règne des déplacements réguliers dans les 47 préfectures du Japon.

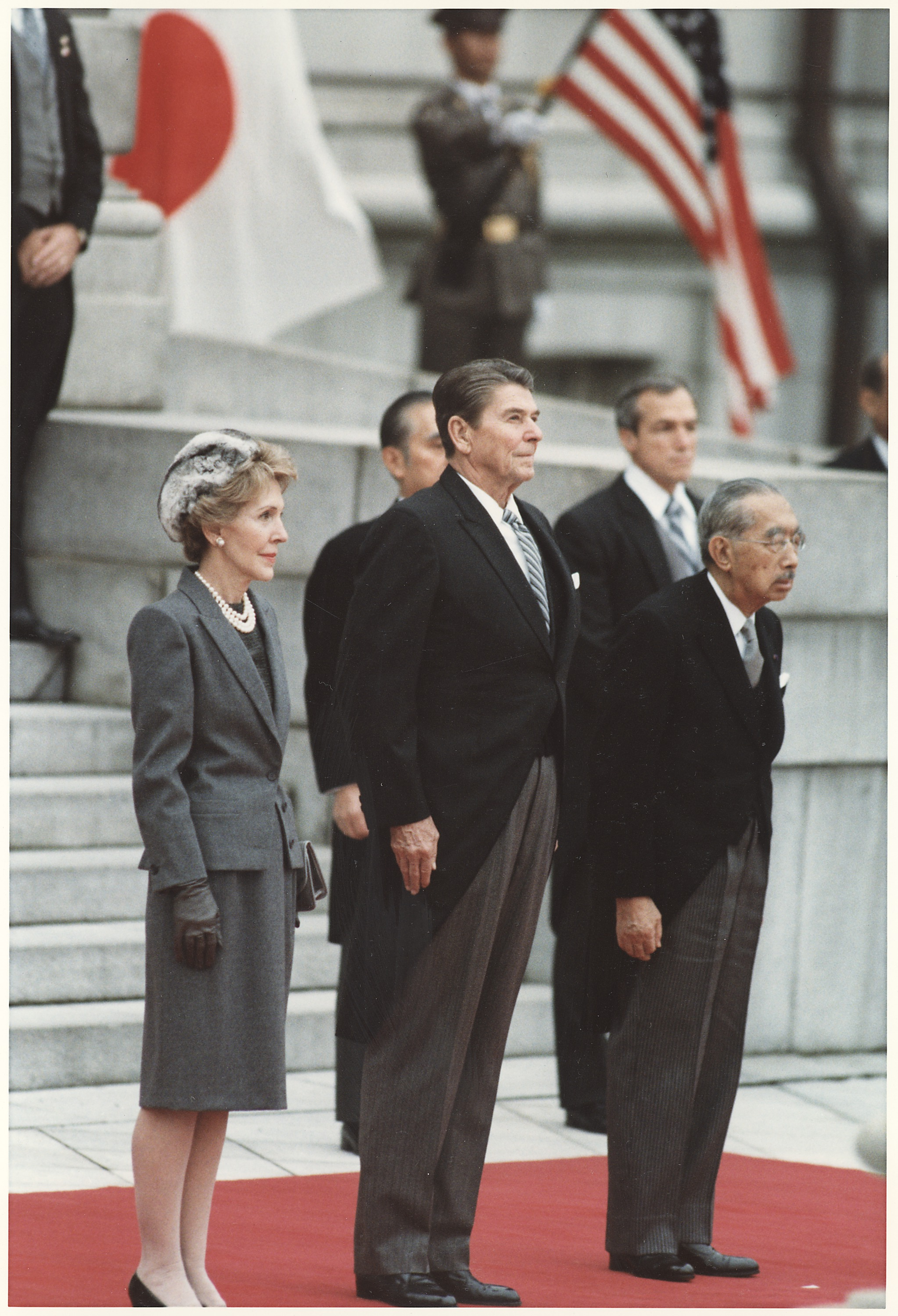
Hirohito et Ronald Reagan.

À partir de 1978, l'empereur met fin à ses visites au sanctuaire Yasukuni, dédié aux soldats morts pour la patrie. Les nationalistes attribuaient cet arrêt à une volonté d'éviter les polémiques sur la religion que provoquaient ces visites, les autres l'attribuant au transfert des cendres de criminels de guerre. La question a été tranchée récemment avec la publication par le quotidien Nihon Keizai Shimbun d'une note de l'intendant principal de l’Agence des affaires impériales, Tomohiko Tomita, qui a mis par écrit les propos de l'empereur Shōwa motivant la fin de son pèlerinage en ce sanctuaire par le transfert en 1978 des noms des partisans de l'alliance avec l'Allemagne nazie qui furent condamnés comme criminels de guerre de classe A par le Tribunal de Tokyo. « J’ai appris le transfert des cendres des [criminels de guerre de] classe A, y compris Matsuoka et Shiratori [tous deux farouches partisans de l’alliance avec Hitler et Mussolini]. J’ai pourtant entendu que [Fujimaro] Tsukuba [ancien desservant du sanctuaire] avait traité ce dossier [du transfert] avec prudence. Le fils de [Yoshitami] Matsudaira [ancien ministre de la Maison impériale], actuel desservant du Yasukuni, a effectué ce transfert sans réfléchir. Je pense que Matsudaira tenait beaucoup à la paix, mais son fils a ignoré l’esprit de son père. C’est pour cette raison que, depuis, je ne m’y rends plus en pèlerinage ; voilà mon sentiment. »
Pour le journaliste Masanori Yamaguchi, qui a analysé le mémo Tomita à la lumière des déclarations de Hirohito lors de sa conférence de presse de 1975, l'attitude « opaque et évasive » de l'empereur sur sa responsabilité à l'égard de la guerre et le fait qu'il ait déclaré que le bombardement atomique de Hiroshima « ne pouvait être empêché », démontre qu'il craignait que l'intronisation des criminels au sanctuaire puisse relancer la question de sa responsabilité personnelle concernant les crimes du régime Shōwa.

### Mort de l'empereur
Après plus de 62 ans de règne, l'empereur Hirohito meurt au Kōkyo (palais impérial de Tokyo) le 7 janvier 1989, à l'âge de 87 ans. Son fils, le prince héritier Akihito lui succède immédiatement et, le jour même, l'ère Shōwa prend fin, remplacée par l'ère Heisei (« l'accomplissement de la paix »). L'empereur décédé est officiellement appelé Taikō Tennō (大行天皇, l'« empereur sur le grand départ »), jusqu'au 31 janvier où le gouvernement japonais annonce formellement son nom de règne définitif : Shōwa Tennō. Sans surprise, ce nom est conforme à la tradition établie depuis 1912 de donner comme nom de règne à l'empereur le nom de l'ère durant laquelle il a régné. Il est inhumé le 24 février 1989 dans le mausolée de Musashino (武蔵野 陵, Musashino-no-Misasagi), voisin de ceux de ses parents, dans la ville d'Hachiōji à l'ouest de Tokyo et ce qui est appelé « Cimetière impérial Musashi » (武蔵 陵墓地, Musashi Ryōbochi) à partir de 1990.

## Biologie marine
Hirohito était passionné et très au fait de la biologie marine, et le palais impérial comprenait un laboratoire à partir duquel il publia plusieurs articles dans ce domaine sous son nom personnel « Hirohito »,,. Ses contributions comprennent la description de plusieurs dizaines d'espèces d'hydrozoaires (méduses) jusqu'alors inconnues des scientifiques.

## Question de la responsabilité personnelle de l'empereur
De nombreuses personnes en Chine, en Corée et dans le sud-est asiatique estiment que Hirohito est le principal responsable des atrocités commises par l'armée impériale en Asie pendant la Seconde Guerre mondiale et que, de même qu'un bon nombre de membres de la famille impériale, il aurait dû être jugé pour crimes de guerre. Cette famille est en conséquence encore considérée avec hostilité par de nombreux habitants des pays occupés par les Japonais durant la guerre.
La question cruciale est celle du pouvoir effectif exercé par l'empereur sur les militaires japonais durant la guerre. La version la plus communément admise au Japon et en Occident jusque dans les années 1990 le présente comme un spectateur impuissant dans le domaine politique, marginalisé par un état-major militaire tout-puissant et des politiciens bellicistes.

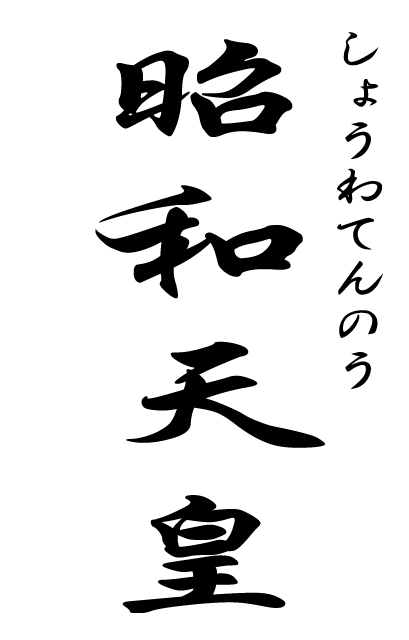
Calligraphie de Shōwa Tennō.

Le débat sur le rôle effectif de l'empereur fut éludé à la fin de la guerre car le général MacArthur, gouverneur suprême des forces alliées, voulait non seulement conserver l'institution impériale comme symbole et garant de la cohésion du pays mais plus encore s'assurer de la collaboration docile de la personne impériale. Balayant les pressions de nombreux dignitaires japonais et membres de la famille impériale comme les princes Takamatsu, Mikasa et Higashikuni qui souhaitaient l'abdication de l'empereur et la mise en place d'une régence, il refusa l'inculpation et même l'audition de l'empereur lors des procès de Tokyo. Afin de protéger au mieux ce dernier, cette exonération s'étendit à tous les membres de sa famille. À compter de 1954, les gouvernements japonais successifs ont appuyé la diffusion d'une image officielle d'un empereur isolé, s'opposant sans succès à la clique militariste.
Cette vision des choses a toutefois été ébranlée depuis les années 1990 par l'analyse des archives japonaises dont notamment les documents rédigés par le général Sugiyama, le prince Konoe, le prince Takamatsu et le garde des sceaux Kido. La redécouverte du travail monumental de l'historien Shirō Hara, ancien membre de l'armée impériale, publié en cinq volumes en 1973 et 74 sous le titre Daihon'ei senshi, a également contribué à cette révision.
Ces archives démontrent une implication directe et soutenue de l'empereur, non seulement dans la gestion des affaires de l'État, mais aussi dans la conduite de la guerre. Selon plusieurs historiens dont Akira Fujiwara, Akira Yamada, Peter Wetzler et Herbert P. Bix, l'empereur n'était pas un belliciste, encore moins un pacifiste, mais essentiellement un opportuniste qui gouvernait en collégialité. Conformément à la tradition, chaque décision d'importance était ainsi soupesée par l'état-major et le conseil des ministres puis soumise à l'empereur pour approbation.
Les années marquantes du règne de l'empereur Shōwa (entre 1926 et 1945) virent l'accroissement de l'influence des partisans de l'expansionnisme colonial désireux de faire du Japon l'égal des grandes puissances occidentales. L'empereur, d'abord réticent, se laissa peu à peu convaincre et cautionna une politique agressive qui allait déboucher sur l'invasion de la Mandchourie en 1931, puis du reste de la Chine en 1937 (appelée Deuxième Guerre sino-japonaise) ainsi que sur une alliance avec l'Italie fasciste et l'Allemagne nazie (pacte tripartite) et une invasion de l'Asie du Sud-Est qui entraîna la Seconde Guerre mondiale.
Ce courant donna également naissance à une idéologie nationaliste selon laquelle le Japon était une nation guidée par le descendant de la déesse Amaterasu Omikami et faite pour dominer ses voisins. Dès le début des années trente, des idéologues comme Sadao Araki, ministre de l'Éducation en 1938 et 1939, cherchèrent à revitaliser la doctrine traditionnelle du Hakkō ichiu (huit coins sous un seul toit), et à en faire le cœur d'une « Restauration Shōwa ». Les principes fondamentaux de cette doctrine soutiennent que le Japon est le centre du monde et gouverné par un être divin et que le peuple japonais, protégé par les kami, est supérieur aux autres. La mission divine du Japon est donc d'unir les huit coins du monde sous un seul toit. Des politiciens comme le Premier ministre Fumimaro Konoe ordonnèrent ainsi la distribution, notamment dans les écoles, de pamphlets comme le Kokutai no hongi (les fondements de la politique nationale) reprenant ces principes. Cette conception de la supériorité japonaise eut de profondes répercussions lors de la guerre. Ainsi, les ordres émanant du quartier-général impérial utilisaient fréquemment le terme kichibu (bétail) pour décrire les Alliés, mépris qui favorisa selon certains auteurs la violence à l'encontre des prisonniers, conduisant jusqu'à la pratique du cannibalisme.
Au fil des années, Hirohito devint de plus en plus directif et interventionniste, notamment par le biais du quartier-général impérial, institué en octobre 1937. Alors que l'armée impériale et la marine impériale disposaient d'un droit de veto sur la constitution des cabinets depuis 1900, l'empereur imposa unilatéralement ses choix à partir de 1939. Après 1945, dans le cadre de la lutte américaine contre le communisme, qui imposait le maintien de l'Empire, l'impunité fut accordée à la plupart des criminels de guerre japonais, ainsi que l'empereur Hirohito lui-même, parfaitement au courant des crimes,.

## Famille

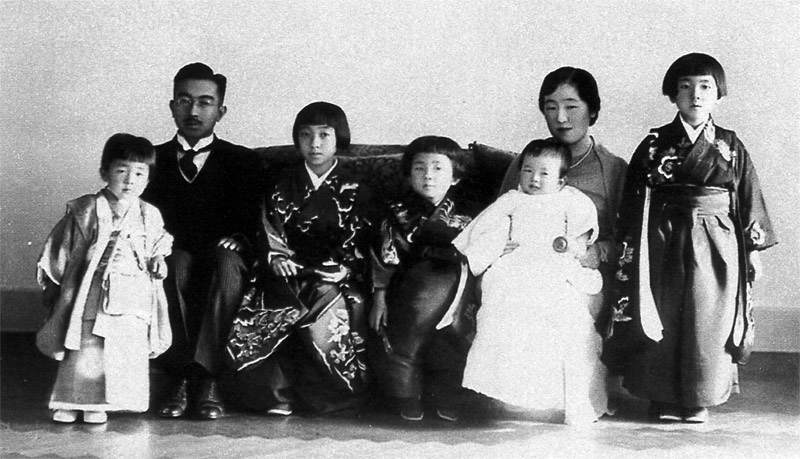
La famille impériale en 1936. De g. à d. : le prince Akihito de Tsugu (futur empereur), l'empereur Hirohito, la princesse Shigeko de Teru, la princesse Atsuko de Yori, le prince Masahito de Yoshi (futur prince de Hitachi) sur les genoux de l'impératrice Nagako et la princesse Kazuko de Taka.

Hirohito a épousé le 26 janvier 1924 la princesse Nagako de Kuni (久邇宮 良子 女王, Kuni-no-miya Nagako Joō), fille aînée du prince Kuniyoshi Kuni, membre d'une branche cadette de la famille impériale, plus connue depuis son décès en 2000 sous le nom d'impératrice Kōjun. Ils ont eu ensemble sept enfants (5 filles et 2 garçons) :
- la princesse Shigeko de Teru (照宮 成子, Teru-no-miya Shigeko?, 9 décembre 1925-23 juillet 1961), qui a épousé le 10 octobre 1943 le prince Morihiro de Higashikuni (à la fois petit-fils de l'empereur Meiji par sa mère et cousin germain de l'impératrice Nagako). La constitution de 1947 non seulement exclut la princesse Shigeko, désormais simplement appelée Shigeko Higashikuni, de la famille impériale mais en plus retire tous ses titres et biens nobiliaires au prince Morihiro.
- la princesse Sachiko de Hisa (久宮 祐子, Hisa-no-miya Sachiko?, 10 septembre 1927-8 mars 1928).
- la princesse Kazuko de Taka (孝宮 和子, Taka-no-miya Kazuko?, 30 septembre 1929-28 mai 1989), qui a épousé le 20 mai 1950 Toshimichi Takatsukasa (1923-1966), issu du clan aristocratique de Takatsukasa (lui-même branche cadette du clan Fujiwara), abandonnant donc le même jour son appartenance à la famille impériale et donc dénommée par la suite Kazuko Takatsukasa. Prêtresse en chef (祭主, Saishu?) du sanctuaire d'Ise de 1974 à 1988.
- la princesse Atsuko de Yori (順宮 厚子, Yori-no-miya Atsuko?, née le 7 mars 1931), qui a perdu son statut de princesse impériale après son mariage le 10 octobre 1952 avec Takamasa Ikeda, fils d'un ancien marquis et issu de l'ancien clan Ikeda (lui-même branche cadette du clan Minamoto) qui a gouverné le domaine d'Okayama de 1632 à 1871. Elle est donc depuis lors connue comme Atsuko Ikeda. Prêtresse en chef (祭主, Saishu?) du sanctuaire d'Ise depuis 1988 et présidente de l'association des sanctuaires shinto.
- le prince Akihito de Tsugu (継宮 明仁, Tsugu-no-miya Akihito?, né le 23 décembre 1933), empereur du Japon de la mort de son père à son abdication, le 30 avril 2019, puis empereur émérite[24].
- le prince Masahito de Yoshi (義宮 正仁, Yoshi-no-miya Masahito?, né le 28 novembre 1935), qui a fondé sa propre maison cadette de la famille impériale à la suite de son mariage le 1er octobre 1964 avec Hanako Tsugaru (elle-aussi issue d'une ancienne famille aristocratique) et depuis lors titré prince de Hitachi (常陸宮, Hitachi-no-miya?). Il est actuellement en troisième position dans l'ordre de succession au trône du Japon.
- la princesse Takako de Suga (清宮 貴子, Suga-no-miya Takako?, née le 3 mars 1939), qui a donc quitté la famille impériale le 3 mars 1960 à la suite de son mariage avec Hisanaga Shimazu (fils du comte Hisanori Shimazu, du clan Shimazu qui régnait sur le domaine de Satsuma sur l'île de Kyūshū du XVIe siècle à 1871) pour devenir Mme Takako Shimazu.

## Dans les arts et la culture populaire

### Filmographie
La représentation de l'empereur Hirohito dans le cinéma japonais est un sujet qui subit une forme de censure tacite au sein de la société, n'acceptant pas de le caricaturer ou dépeindre sa responsabilité durant la guerre. Pendant l'occupation américaine du Japon, le Civil Censorship Detachment interdisait au cinéma la critique de 33 sujets parmi lesquels faire référence à l’empereur. Par ailleurs, interpréter le rôle de l'empereur dans un film est notamment considéré comme un tabou.

#### Cinéma
- 1943 : 
  - Bury the Axis de Lou Bunin ; joué par une marionnette.
  - Der Fuehrer's Face de Jack Kinney, acteur non crédité.
  - Seein' Red, White 'N' Blue de Dan Gordon et Jim Tyer, acteur non crédité.
- 1967 :  Le Jour le plus long du Japon de Masato Harada, joué par Matsumoto Kōshirō VIII.
- 2005 : Le Soleil d'Alexandre Sokourov, joué par Issei Ogata.
- 2012 : Crimes de guerre de Peter Webber, joué par Takatarô Kataoka.
- 2015 : The Emperor in August de Masato Harada, joué par Masahiro Motoki.
- 2019 : Midway de Roland Emmerich, joué par Hiroaki Shintani.

#### Télévision

##### Documentaire
- 2009 : Le Japon, l'Empereur et l'Armée de Kenichi Watanabe.

##### Téléfilm
- 1995 : Hiroshima de Koreyoshi Kurahara et Roger Spottiswoode, joué par Naohiko Umewaka.

## Décorations

Étendard personnel de l'empereur.

### Décorations japonaises
- Grand maître de l'ordre du Chrysanthème.
- Grand maître de l'ordre des fleurs de Paulownia.
- Grand maître de l'ordre du Soleil levant.
- Grand maître de l'ordre du Trésor sacré.
- Grand maître de l'ordre de la Couronne précieuse.
- Grand maître de l'ordre de la Culture.

### Décorations étrangères
- Grand-croix de l’ordre du Mérite de la République fédérale d'Allemagne

- Grand cordon de l'ordre de Léopold (Belgique)[28]
- Grand-croix de l'ordre national de la Croix du Sud (Brésil).
- Chevalier de l’ordre de l'Éléphant (Danemark).
- Chevalier de l'ordre de la Toison d'or (Espagne).
- Collier de l'ordre de Charles III (Espagne).
- Grand-croix avec collier de l'ordre de la Rose blanche (Finlande).
- Chevalier grand-croix au grand cordon de l'ordre du Mérite (Italie).
- Chevalier de l'ordre de l'Ojaswi Rajanya (en) (Népal).
- Grand-croix avec collier de l'ordre de Saint-Olaf (Norvège).
- Grand-croix de l'ordre de Sikatuna (Philippines)
- Chevalier de l'ordre de l'Aigle blanc (Pologne).
- Chevalier commandeur de l'ordre du Bain (Royaume-Uni).
- Chevalier de l'ordre de la Jarretière (Royaume-Uni).
- Grand-croix de l'ordre royal de Victoria (Royaume-Uni).
- Chevalier de l'ordre des Séraphins (Suède).
- Grand-croix de l'ordre royal de Rajamitrabhorn (en) (Thaïlande)